# Johann Philipp Reis
Johann Philipp Reis (n. 7 ianuarie 1834, Gelnhausen, Hessa, Germania – d. 14 ianuarie 1874, Friedrichsdorf, Hessa, Germania) a fost un profesor german de fizică și matematică care a construit primul aparat de telefon în stare de funcționare și a folosit pentru prima oară denumirea de "Telephon". Aparatul a fost prezentat pe data de 26 octombrie 1861 în Frankfurt, Germania. Alexander Graham Bell a experimentat cu aparatul inventat de profesorul german Johann Philipp Reis. Bell a depus pe data de 14 februarie 1876 cererea de patent în SUA. După patentul acordat greșit lui Bell, aparatul lui nu a putut să funcționeze niciodată. Un fapt care a dus la mari controverse.
Acordarea falsă a patentului lui Graham Bell are loc cu câteva ore înaintea lui Elisha Gray. Gray a realizat perfecționarea aparatului construit de profesorul de fizică Reis și a prezentat, spre deosebire de Bell, un aparat în stare de funcționare. Bell a prezentat și el un aparat în stare de funcționare mult mai târziu după acordarea oficiala a patentului, dar acest aparat nu era construit după patentul acordat inițial lui Bell.
1. 1 2  Johann Philipp Reis, Brockhaus Enzyklopädie, accesat în 9 octombrie 2017
2. 1 2  Philipp Reis, Frankfurter Personenlexikon
3. 1 2  „Johann Philipp Reis”, Gemeinsame Normdatei, accesat în 9 aprilie 2014